# Multitronic

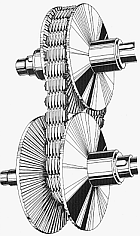
Multitronic: o dispositivo de transmissão de toque continuamente variável desenvolvido pela Audi. Passou a ser comercializado em 1999. ￼Ajuda

Multitronic é um dispositivo de transmissão de torque continuamente variável desenvolvido pela Audi e fabricado pela Luk, que se destacou pois foi capaz de equipar um veículo de 220 CV. O que foi possível por meio do emprego de uma corrente de elos de placa e engrenagens cônicas, que são bem mais resistentes e permitiram um espaçamento entre a marcha mais curta e a mais longa maior do que o observado em outras implementações do câmbio CVT.
Os primeiros veículos equipados com a Multronic foram vendidos na Europa em outubro de 1999.
Os testes realizados indicaram que o dispositivo permite aceleração e consumo de combustível equivalentes a automóveis equipados com transmissão manual de 5 velocidades .
Dentre os modelos que foram equipados com Câmbio Multitronic, pode-se citar versões do Audi A4, do Audi A5, do Audi A6 e do SEAT Exeo.